# Башкімі (футбольний клуб, 2011)
«Башкімі» (мак. Фудбалски клуб Башкими) — професійний північно-македонський футбольний клуб з міста Куманово. Команда грає в Македонській футбольній Другій лізі.

## Історія
«Башкимі» було засновано в 2011 році після розпуску клубу з такою ж назвою, який припинив своє існування перед сезоном Першої ліги Македонії 2008—2009 років через великий фінансовий борг. Юридично результати та нагороди двох клубів Федерацією футболу Північної Македонії зберігаються окремо. Вболівальників клубу «Башкимі» називають «Ілірет». У перекладі з албанської мови назва «Башкімі» (Bashkimi) означає «Єдність».